# 二戸市バス

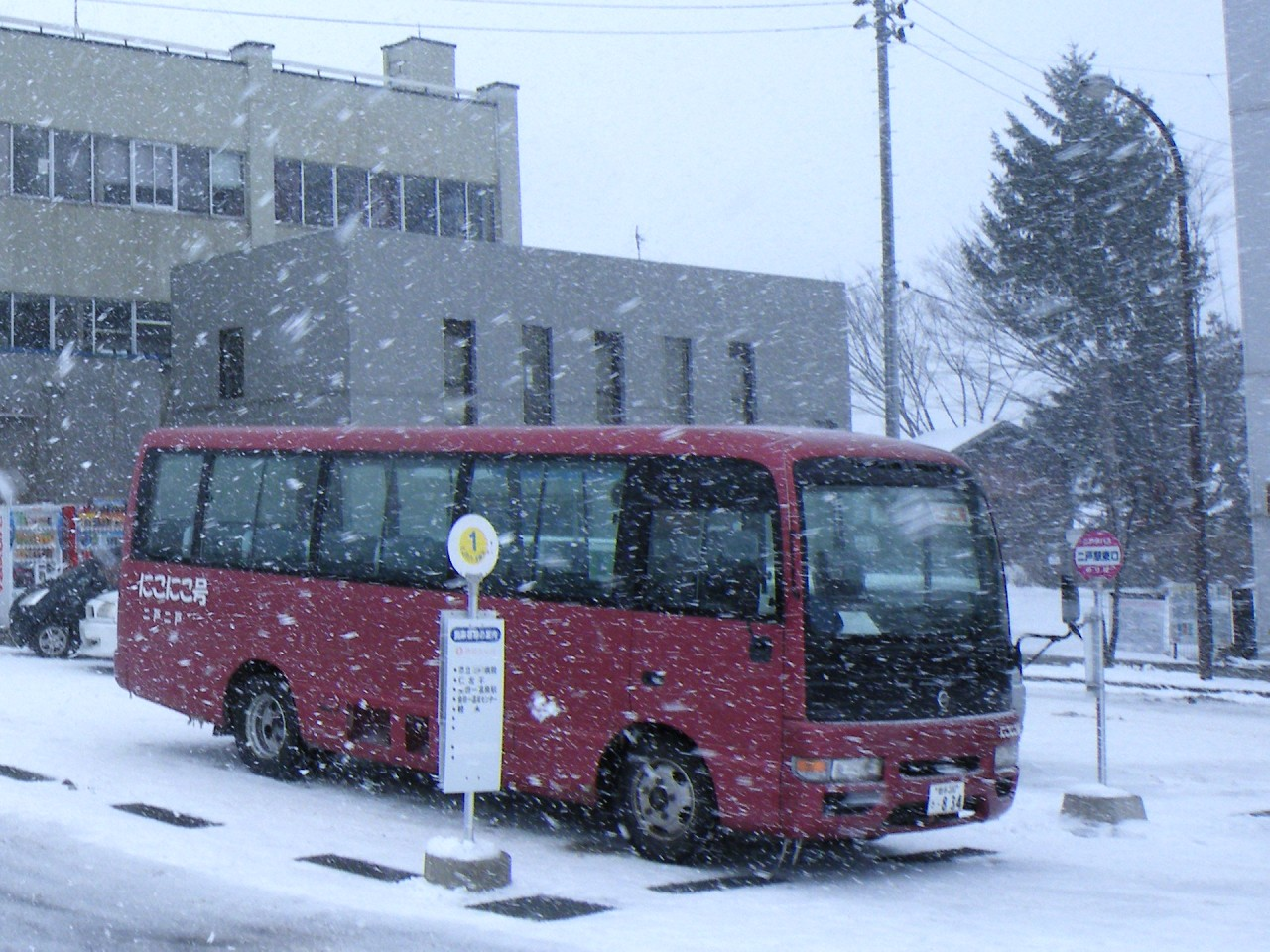
二戸市バス「にこにこ号」
日産・シビリアン（2009年12月）

二戸市バス（にのへしバス）は、岩手県二戸市が運行するコミュニティバス（廃止代替バス）である。愛称は「にこにこ号」。

## 概要
二戸地区では、長年JRバス東北（二戸営業所）等によって路線バスが運行されてきたが、利用客の減少などによる赤字のために規模を縮小されることとなった。このため、二戸市では住民などに対する足を確保させるため、コミュニティバスを運行することとなった。
運行形態は、自家用自動車（白ナンバー車）による有償運送である。また、全ての地区を走るバスに共通して、自動放送などの設備は設けられていない。そのため、降車する際は自ら申告する形となっている。二戸地区を運行するバスはJRバス東北に車両の運転業務を委託し、二戸営業所の運転士が担当する。浄法寺地区を運行するバスは浄法寺地区の運輸系企業（ラビット観光、浄法寺タクシー、堀幸運輸など）にスクールバスを含めた車両の運転業務を委託している。

## 利用情報
（2019年4月1日現在）
- 原則として各地区とも、土曜(循環バスは除く)・日曜・祝日・休日・12月31日 - 1月3日は全便運休となる。但し大平原・足沢線については、土・日・祝日でも市中心部の市日開催日にあたる毎月9日・19日・29日に限り、運行する。

## 二戸地区運行路線
経路中の｢二戸駅｣は、二戸駅東口を示す。

### 循環バス
水曜日・土曜日のみ運行
現在の運行経路
- 二戸駅 → 八幡下 → 市民文化会館 → 合同庁舎 → 荷渡 → 二戸駅西口 → 諏訪前 → 晴山 → 二戸駅

沿革
- 2004年9月23日 - 循環バス「ひめほたる」として運行開始。
- 2007年9月30日 - 循環バス「ひめほたる」の運行終了。
- 2016年11月1日 - 二戸市循環バスとして復活。

｢ひめほたる｣時代の運行経路
- 西回り : 二戸駅 - 馬仙峡公園前 - 奥山 - 二戸駅西口 - 前小路 - 川又 - 二戸市役所 - 穴牛 - 村松 - 二戸駅
- 東回り : 西回りの逆ルート

ダイヤ
- ｢ひめほたる｣時代は西回り、東回りとも4往復運行であった。
- 現在は水曜日10本、土曜日12本の運行である。

### 大平原・足沢線

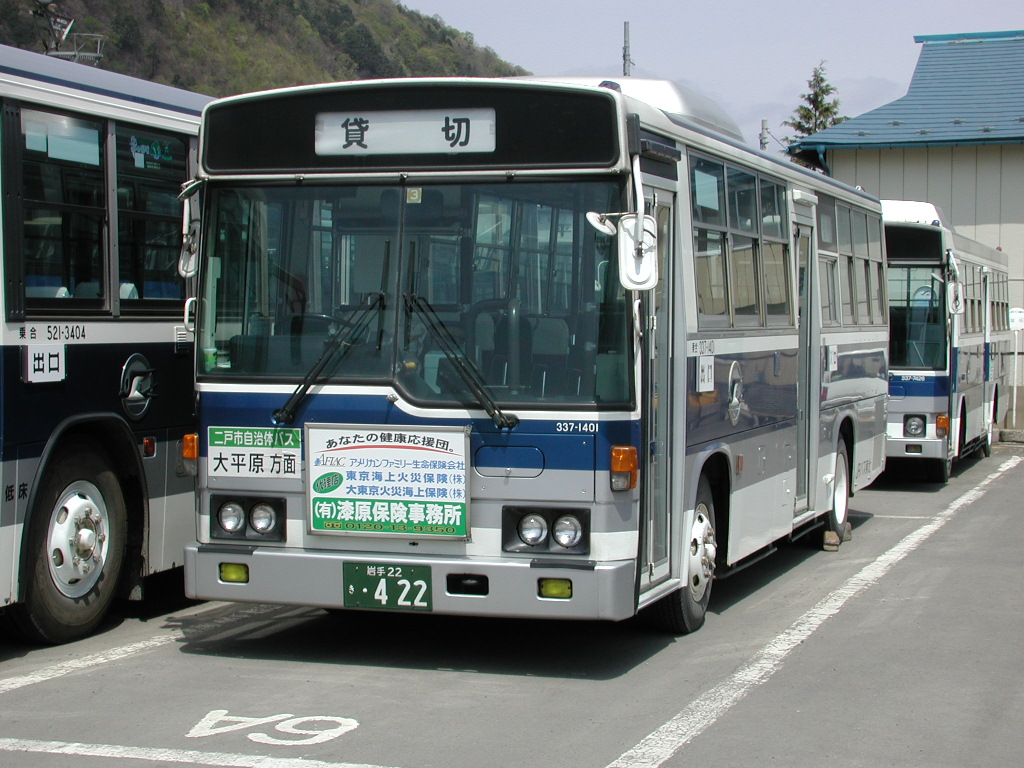
大平原方面（2001年当時の車両）

- 二戸駅 - 市役所 - ニコア - 下斗米 - 上斗米 - 足沢 - 蛇沼 - 根森 - 大平原
- 二戸駅 - 市役所 - ニコア - 下斗米 - 上斗米 - 蛇沼 - 根森 - 大平原
- 二戸駅 - 合同庁舎 - 市役所 - 下斗米 - 上斗米
  - 火曜・木曜のみ運行。
- 横長根 - 蛇沼 - 大平原

沿革
- 2008年4月1日 - JRバス斗米線：福岡長嶺 - 上斗米間（全線）の廃止を受け、二戸駅 - 上斗米間を二戸市バスとして運行、上斗米 - 大平原間を斗米・大平原線に編入・統合。
- 2019年4月1日 - 改編により、大平原・足沢線に改称。

### 大渡線・川又線

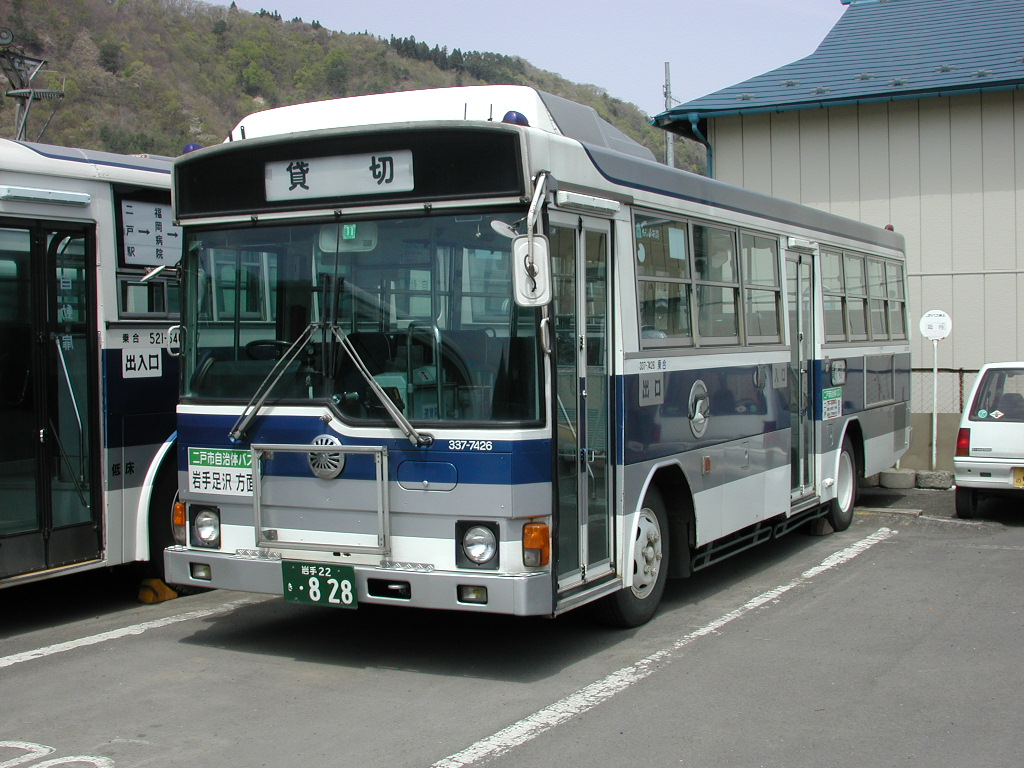
岩手足沢方面（2001年当時の車両）

- 川又 - 蒔前 - 大渡 - 足沢 - 上斗米 - 下斗米 - 市役所 - 合同庁舎 - 二戸駅
- 川又 - 蒔前 - 足沢 - 上斗米 - 下斗米 - 市役所 - 合同庁舎 - 二戸駅
- 大渡 - 足沢 - 上斗米 - 下斗米 - 市役所 - 合同庁舎 - 二戸駅
  - 火曜日のみ運行

沿革
- 1997年4月1日 - JRバス二戸線：御返地 - 岩手足沢間の廃止を受け、二戸市がJRバスに委託して「二戸市自治体バス・足沢線」として運行。
- 2019年4月1日 - 改編に伴い、大渡・川又線に統合。

### 落合 - 秋葉線
- 落合 - 落合口 - 金田一温泉駅 - 秋葉

### 長久保線
- 長久保 - 外山 - 金田一温泉駅 - 金田一診療所 - 県立二戸病院 - 二戸駅
  - 月曜日・金曜日のみ運行。

### 土橋線
- 二戸駅 - 市役所 - 金田一温泉駅 - 熊野 - 土橋
  - 火曜日のみ運行。

### 釜沢線
- 釜沢 - 舌崎 - 金田一温泉駅 - 金田一診療所 - 県立二戸病院 - 二戸駅
  - 木曜日のみ運行。

### 向山線
- 向山 - 本新田 - 大萩野 - 仁左平出張所 - 県立二戸病院 - 二戸駅
  - 水曜日のみ運行。

### 槻木平線
- 槻木平 - 夏間木 - 米沢口 - 二戸駅
  - 木曜日のみ運行。

### 山田線
- 山田 - 加沢平 - 金田一診療所 - 県立二戸病院 - 二戸駅
  - 金曜日のみ運行。

### 牛間木線
- 牛間木 - 金田一川 - 上斗米 - 下斗米 - 斗米駅前 - 合同庁舎 - 二戸駅
  - 月曜日のみ運行。

### 上川代線
- 上川代 - 枯木 - 蛇沼 - 上斗米 - 下斗米 - 米沢 - 合同庁舎 - 二戸駅
  - 水曜日のみ運行。

### 根森線
- 枯木口 - 根森 - 蛇沼 - 上斗米 - 下斗米 - 米沢 - 合同庁舎 - 二戸駅
  - 木曜日のみ運行。

### 米内線
- 米内 - 本田 - 上斗米 - 下斗米 - 米沢 - 市役所 - 二戸駅
  - 金曜日のみ運行。

## 浄法寺地区運行路線

### 浄法寺駅 - 荒屋新町駅線
- 浄法寺駅 - むつ樋口 - 下藤 - 荒屋新町駅
- 浄法寺駅 - むつ樋口 - 下藤
  - 八幡平市コミュニティバスとの共同運行で、朝は八幡平市の車両が、夕方は二戸市の車両が浄法寺 - 荒屋新町間を直通運転する。

沿革
- 2008年4月1日 - JRバス二戸線：浄法寺 - 荒屋新町駅間の一般路線廃止を受け、二戸市・八幡平市が高速便「すーぱー湯〜遊」の運行されない時間帯を補う形で代替運行を開始。
- 2018年4月1日 - すーぱー湯〜遊の廃止に伴い、浄法寺駅 - 下藤間の区間便を新設。

### 田子内線
- 田子内 → 伊崎沢 → 季ヶ平開拓 → 上杉沢 → 太田 → 大森 → 浄法寺駅 → 浄法寺診療所 → 薬局前
- 浄法寺駅 → 浄法寺診療所 → 薬局前 → 大森 → 太田 → 上杉沢 → 季ヶ平開拓 → 伊崎沢 → 田子内
  - 月曜日のみ運行。
- 田子内 → 伊崎沢 → 季ヶ平 → 上杉沢 → 太田 → 大森 → 浄法寺駅 → 浄法寺診療所 → 薬局前
- 浄法寺駅 → 浄法寺診療所 → 薬局前 → 大森 → 太田 → 上杉沢 → 季ヶ平 → 伊崎沢 → 田子内
  - 金曜日のみ運行。

### 下沢線
- 下沢 - 川又 - 大久保 - 浄法寺診療所 - 浄法寺駅
  - 月曜日・水曜日のみ運行。
  - 曜日毎により時刻が異なる。

### 漆畑線
- 漆畑 → 山内 → 下藤 → 柿の木平 → 海上前田 → 浄法寺駅 → 浄法寺診療所 → 薬局前
- 浄法寺駅 → 浄法寺診療所 → 薬局前 → 海上前田 → 柿の木平 → 漆畑 → 下藤 → 山内
  - 火曜日のみ運行。

### 手倉森線
- 手倉森開拓 - 桧ノ木 - 小船 - 江牛 - 浄法寺診療所 - 浄法寺駅
  - 水曜日及び11月 - 3月の金曜日のみ運行
- 手倉森開拓 - 桧ノ木 - 江牛 - 浄法寺診療所 - 浄法寺駅
  - 4月 - 10月の金曜日のみ運行。

### 長流部線
- 長流部 - 鎌倉橋 - 御山 - 浄法寺診療所 - 浄法寺駅
  - 火曜日のみ運行。

### 駒ヶ嶺線
- 駒ヶ嶺 → 山内 → 谷地屋敷 → 浄法寺駅 → 浄法寺診療所 → 薬局前
- 浄法寺駅 → 浄法寺診療所 → 薬局前 → 谷地屋敷 → 山内 → 駒ヶ嶺
  - 木曜日のみ運行。

### 梅ノ木線
- 梅ノ木 - 里川目 - 小船 - 浄法寺診療所 - 浄法寺駅
  - 木曜日のみ運行。

## 廃止路線
循環バス「ひめほたる」
- 詳細は｢循環バス｣の項目を参照。

斗米・大平原線

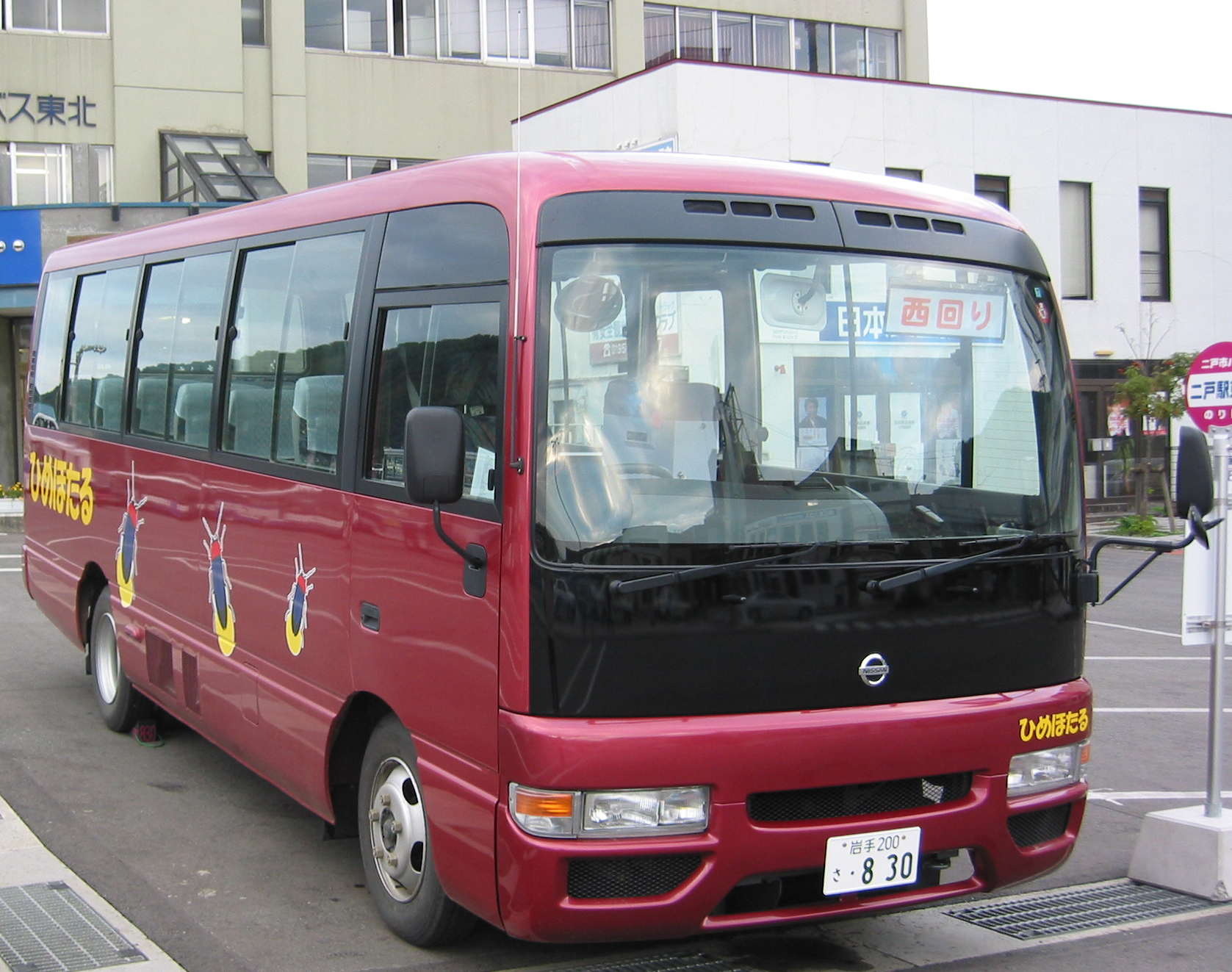
ひめほたる号の車両

- 二戸駅東口（ - 県立二戸病院） - ショッピングセンター『ニコア』 - 下斗米 - 上斗米（ - 蛇沼 - 根森 - 大平原）

御返地線
- 大平 - 長畑 - 足沢 - 岩手蒔前 - 御返地（当バス停にてJRバス二戸線に接続）
  - 2019年4月1日 - 廃止。

大平原・足沢線
- 足沢 - 上斗米 - 下斗米 - カシオペア医院 - 市役所 - 二戸駅

医療機関コース
二戸地区
※：県立二戸病院 - 二戸駅東口間は、市内の各医療機関等を細かく経由していた。
- 足沢 → 上斗米 → 下斗米 → ショッピングセンター『ニコア』 → 県立二戸病院 → 二戸駅東口（火曜日のみ運行）
- 落合 - 落合口 - 金田一温泉駅 - 金田一診療所 - 県立二戸病院 - 二戸駅東口（火曜日のみ運行）

浄法寺地区
- 田子内 - 伊崎沢 - 季ヶ平開拓 - 上杉沢 - 太田 - 大森 - 浄法寺駅 - 浄法寺診療所 - 藤田内科（火曜日のみ運行）
- 田子内 - 伊崎沢 - 上杉沢 - 太田 - 大森 - 浄法寺駅 - 浄法寺診療所 - 藤田内科（木曜日のみ運行）
- （三ツ木平まわり）手倉森開拓 - 桧ノ木 - 江牛 - 浄法寺診療所 - 浄法寺駅（木曜日のみ運行）
- 駒ヶ嶺 - 山内 - 谷地屋敷 - 浄法寺駅 - 浄法寺診療所 - 藤田内科（水曜日のみ運行）
- 漆畑 - 山内 - 下藤 - 海上 - 浄法寺駅 - 浄法寺診療所 - 藤田内科（金曜日のみ運行）